# عيني عينك 4 (برنامج)
.

## متى عرض
عيني عينك 4، برنامج كوميدي كويتي من إنتاج قناة فنون والعرض الأول (1 أغسطس 2011 -)

## الفنانين المشاركين
- منى شداد
- نادية كرم
- يعقوب عبد الله
- جمال الشطي
- شهاب حاجيه
- خالد العجيرب
- أحمد العونان
- سعد كنعان
- مي البلوشي
- مبارك المانع